# Sinorice Moss
Sinorice Travonce Moss (født 28. december 1983 i Miami, Florida, USA) er en amerikansk footballspiller, der har spillet fem år i NFL som wide receiver for New York Giants. Han er lillebror til Washington Redskins-receiveren Santana Moss.
I sin bare anden sæson i NFL var Moss en del af det New York Giants-hold, der vandt Super Bowl XLII over New England Patriots.